# Torri degli Ardinghelli
Le due torri degli Ardinghelli sono tra le quattordici torri medievali di San Gimignano e si trovano in piazza della Cisterna, all'angolo con piazza del Duomo.
Gli Ardinghelli erano la più importante famiglia ghibellina di San Gimignano, in lotta contro i guelfi Salvucci. Essi si erano arricchiti con il commercio e la finanza ed avevano relazioni commerciali con la Lombardia e con l'Oriente.
Le loro due torri risalgono al periodo d'oro dell'edilizia di San Gimignano, il XII secolo, questa torre e palazzo sono infatti già documentati nel 1199. Nonostante un espresso divieto del 1255, anticamente queste due torri erano più alte dei quasi 52 metri della Torre Rognosa, la torre del palazzo comunale, in risposta all'altezza, pure "fuori legge", delle poco lontane torri gemelle dei Salvucci. La torre vicino alla loggia rimase intatta, raggiungendo un'altezza di quasi cinquanta metri, fino al 1870, quando per motivi di stabilità venne ridotta di quasi due terzi. Successivamente negli anni trenta venne sopraelevata di alcuni metri. Questa era la originaria torre degli Ardinghelli, mentre l'altra apparteneva alla famiglia de’ Pellari, che appartenevano alla consorteria degli Ardinghelli. A sottolineare gli stretti legami anche familiari di queste due famiglie, le due torri furono collegate da un ponte menzionato già nel 1287, le cui basi di inserimento sugli angoli delle torri, sono ancora visibili sopra il livello del tetto attuale. L'altra torre, quella dei Pellari, con larghe aperture ai piani inferiori ed oggi parzialmente tamponate, venne scapitozzata in antichità. 
Le due torri, sebbene entrambe a base quadrilatera, si presentano piuttosto diverse: quella di destra è più stretta e possiede un aspetto più severamente medievale: coperta da bozze regolari a vista, vi si aprono poche strette monofore e una feritoia.
La torre di sinistra ha invece una superficie più ampia, con finestre ad arco molto ampie che sembrano suggerire un impiego anche strutturale degli archi per scaricare il peso della muratura. Queste aperture sono oggi ridimensionate dai tamponamenti in laterizio, ma ancora ben visibili. Vi si trovano buche pontaie ad altezze regolari, mentre il portale al pian terreno è architravato.

## Galleria d'immagini

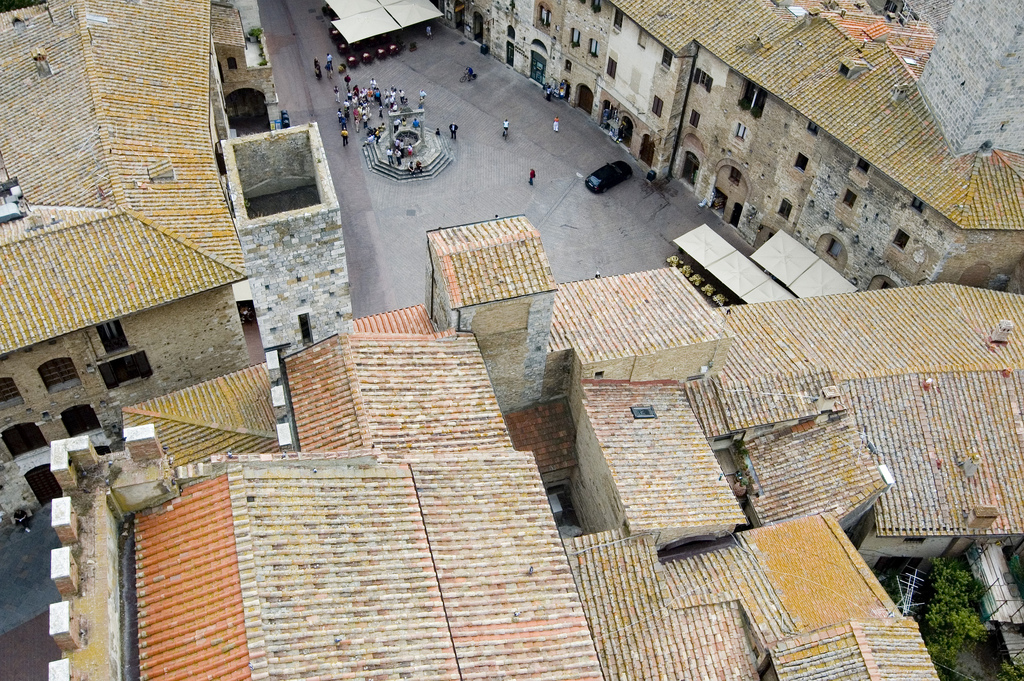
La sommità delle torri vista dalla Torre Grossa
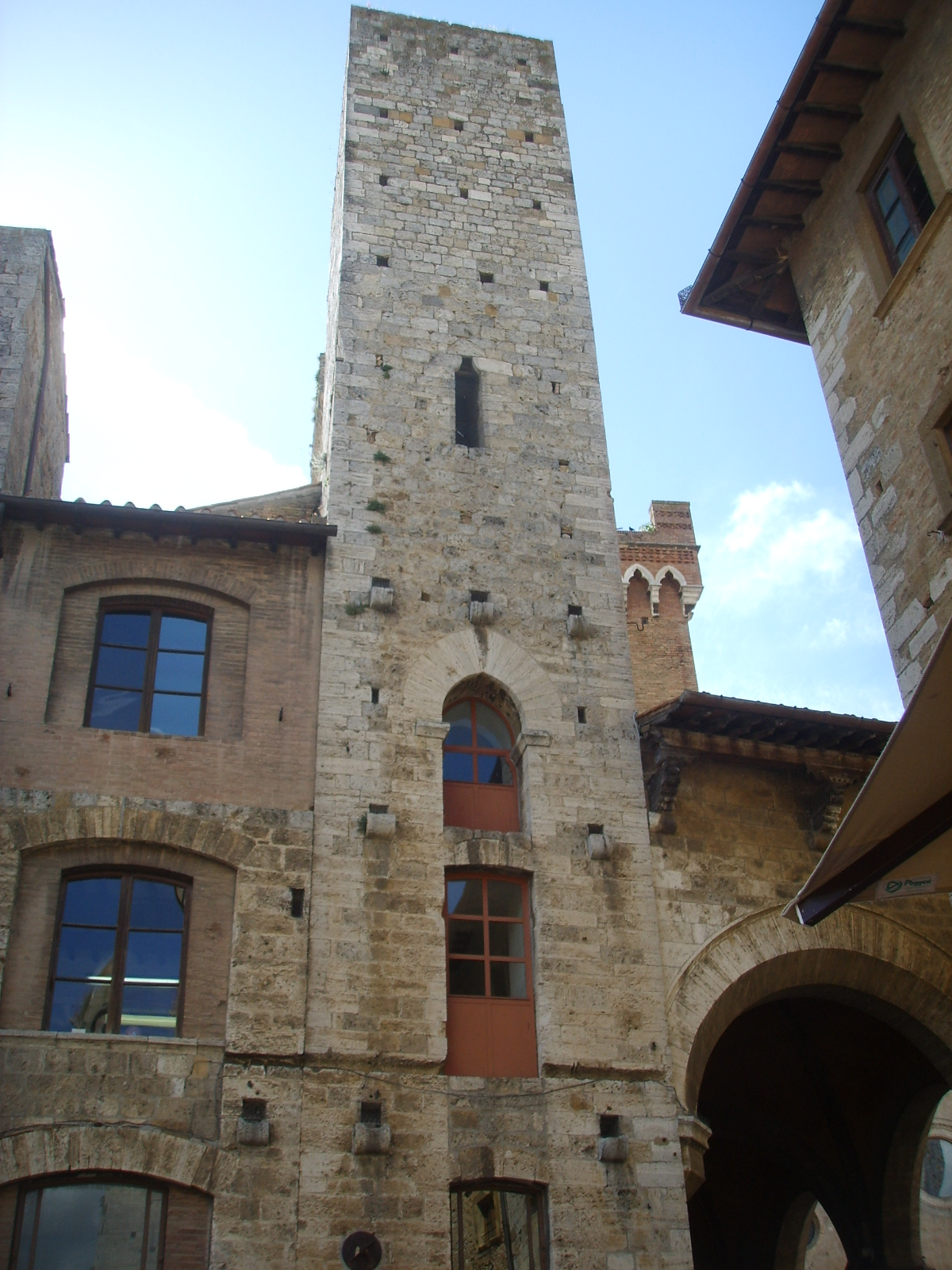
La prima torre
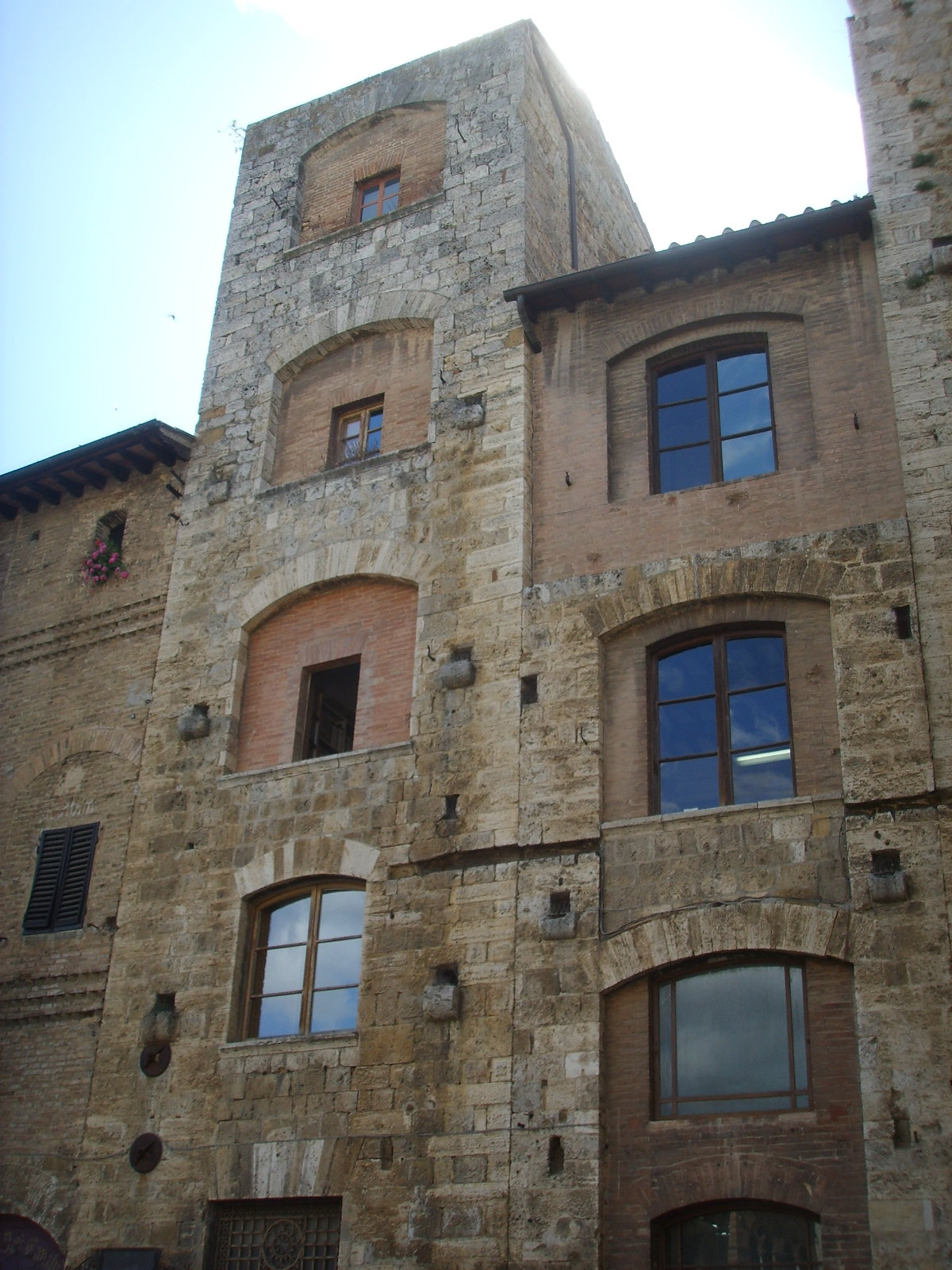
La seconda torre